# Rietwever
De rietwever (Ploceus castanops) is een zangvogel uit de familie Ploceidae (wevers en verwanten).

## Verspreiding en leefgebied
Deze soort komt voor van oostelijk Congo-Kinshasa tot Oeganda, Rwanda, westelijk Kenia en noordwestelijk Tanzania.